# タシーラク
タシーラク（グリーンランド語: Tasiilaq）は、グリーンランド南東部にある町。グリーンランド東部における最も大きな町である。旧称はアンマサリク（Ammassalik）。人口は約1,800人。
フィヨルドの口に位置しており、大西洋に面する。主な産業は漁業および観光業。病院と学校が1つずつある。エア・グリーンランドがヘリコプターによる定期便を運航している。

## ギャラリー

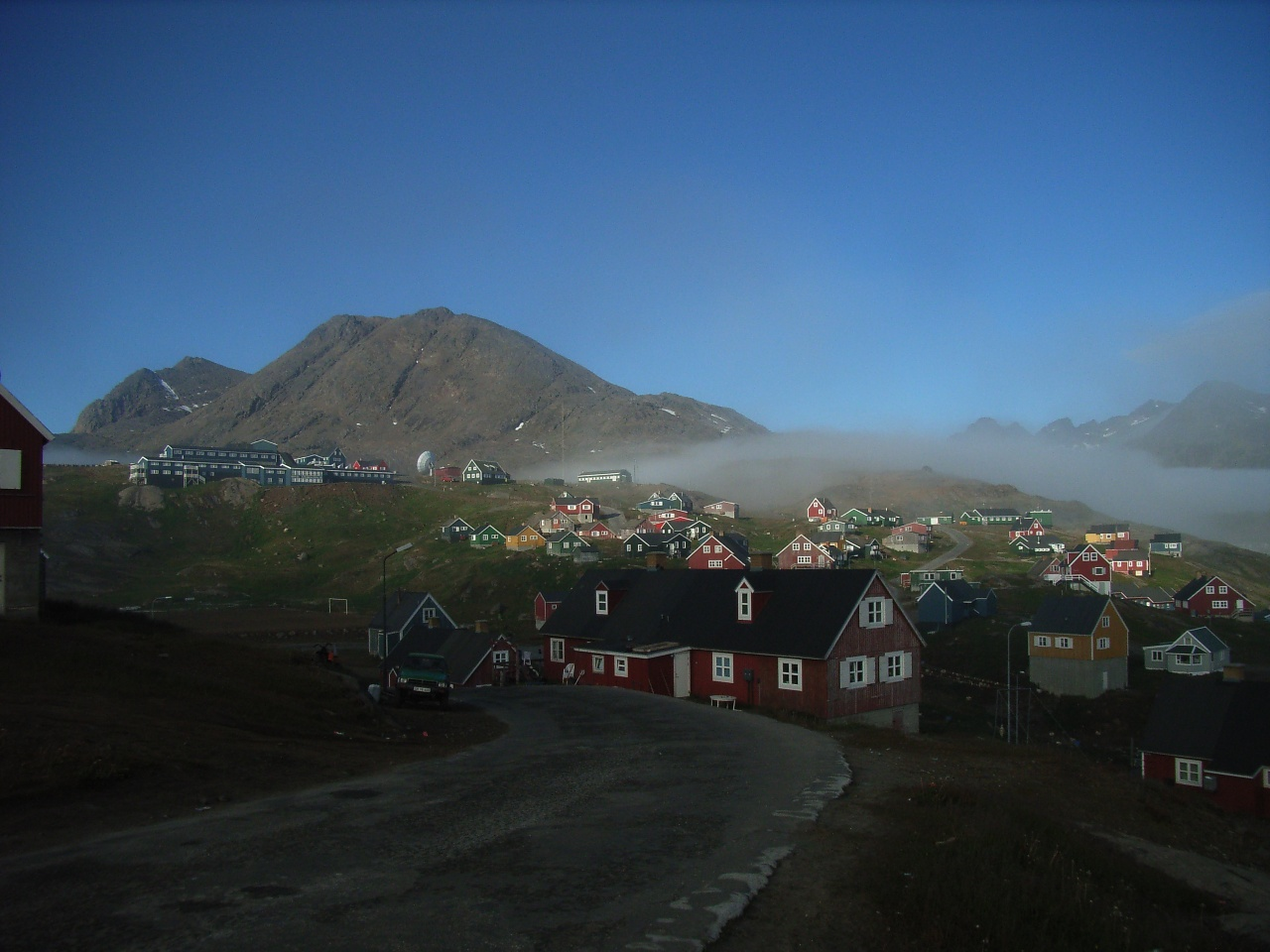
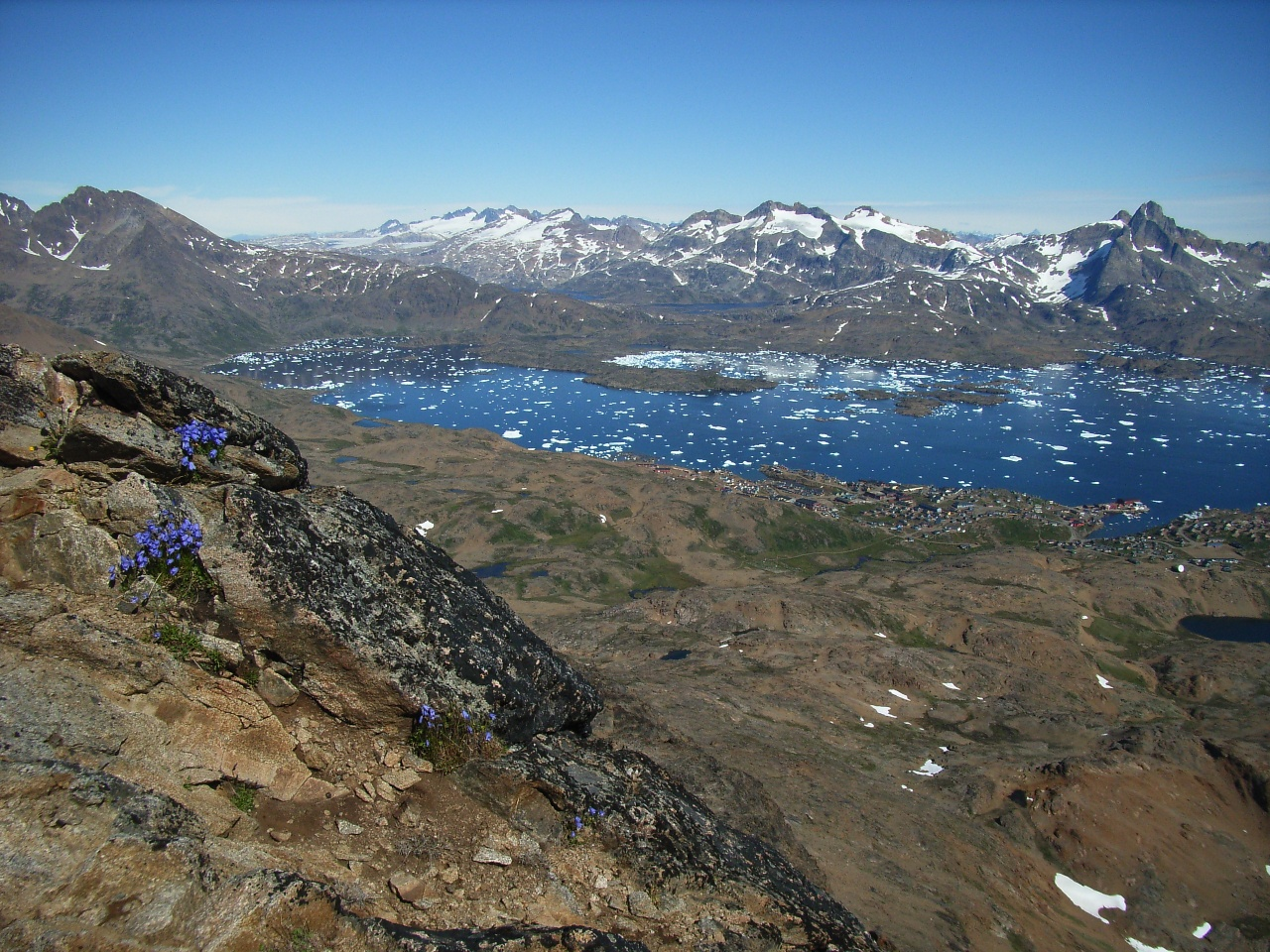